# Baila morena (canción de Zucchero)
«Baila morena» es una canción grabada en 2001 por el cantante italiano Zucchero. La canción fue lanzada como sencillo dos veces: la primera vez en 2001, alcanzando el puesto N° 1 en los charts de Italia y en España, pero obteniendo un éxito moderado en los demás países. La segunda vez fue en el año 2006 como un dueto con la banda Maná, y lanzado a su vez como parte de la banda sonora de la película Les Bronzés 3: Amis pour la vie, convirtiéndose en ese momento en un gran éxito en Francia y Bélgica.
El 2 de febrero de 2006, el tema entró en la lista de sencillos del chart francés en el puesto #64, y luego saltó directamente al #1. Permaneció durante cuatro semanas en el # 1, y por un total de diez semanas en la lista de los diez más populares, 17 en el top 50 y 28 en el top 100. Fue el noveno sencillo más vendido del año y fue certificado Oro por el SNEP.
En 2007, la canción fue versionada por Patrick Fiori y Ségara Hélène e incluida en una mezcla disponible en el álbum de Les Enfoirés La Caravane des Enfoirés.
Canciones
- Lanzamiento de 2001

Sencillo en CD
1. «Baila» (Sexy Thing) (Versión en inglés) — 4:06
2. «Baila»  — 4:06

- CD maxi

1. «Baila» (Sexy Thing)" — 4:07
2. «Hey Man» - Sing a Song by Zucchero with B.B. King — 4:49
3. «Karma, stai kalma» by Zucchero featuring Irene Fornaciari — 4:45
4. «Baila» (Sexy Thing) (Charlie Rapino club mix) — 6:17

- Relanzamiento de 2006

CD sencillos
1. «Baila morena» — 4:04
2. «Rock Your Mum» by Étienne Perrucchon — 2:46

Descarga digital
1. «Baila morena» — 4:04

- Datos: Q655735